# Lady Fighter MISAKI

Lady Fighter MISAKI (スケバンファイターMISAKI) es una película japonesa del 10 de febrero de 2006, producida por Zen Pictures. Es una película del género tokusatsu, de acción y aventuras, con artes marciales, protagonizada por Megumi Yamanaka y Chie Kobayashi, como las principales heroínas Misaki y Ayaka respectivamente, y dirigido por Masayoshi Shiki.
El idioma es en japonés, pero también está disponible con subtítulos en inglés, en DVD o descargable por internet.

## Argumento
La academia Myodo, es un instituto de secundaria prestigioso, con más de 50 años de antigüedad. Pero ahora está controlado por un grupo de delincuentes juveniles que siembran la violencia. Un pequeño grupo de profesores y la presidenta del consejo de estudiantes llamada Ayaka, luchan para erradicar la violencia en las aulas. El grupo de violentos delincuentes parece crecer cada vez más, pero Misaki será una legendaria luchadora con el sobrenombre de "Lady Fighter", que se encargará de liderar la defensa del instituto de los delincuentes.

## Secuelas
- Lady Fighter AYAKA

- Lady Fighter 2ND -INTRIGUE-

- Lady Fighter 2ND -STRUGGLE-

Sólo "Lady Fighter AYAKA" volverá a estar protagonizada por Megumi Yamanaka y Chie Kobayashi.